# Beischlag (Gebäude)
Ein Beischlag ist ein erhöhter terrassenartiger Vorbau an der Straßenseite vor dem Eingang eines Gebäudes. Beischläge sind in der Regel mit Geländer und teilweise mit seitlichen Balustern oder gemauerten Beischlagwangen versehen und können sich über die gesamte Breite der Gebäudefassade erstrecken.
Seit dem 14. Jahrhundert vor allem im Ostseeraum verbreitet, sollen Beischläge den Hauseingang und das Erdgeschoss vor Überschwemmungen schützen.
Ursprünglich als Holzkonstruktion, später aus Sandstein oder Ziegelstein gefertigt und verziert, wurden die schönsten Beischläge in der Renaissance gefertigt.
Die Stadt Danzig ist berühmt für die Beischläge an ihren giebelständigen Bürgerhäusern – hier zählt die durch Beischläge geprägte Frauengasse (poln. ul. Mariacka) zu den größten Sehenswürdigkeiten.
Auch in der estnischen Hauptstadt Tallinn, der früheren Hansestadt Reval, finden sich heute noch Beischläge an vielen der ehemaligen Kaufmannshäusern.
In der Altstadt der polnischen Stadt Elbing haben alle Häuser Beischläge.
Beischläge gehören zu den Freisitzen.

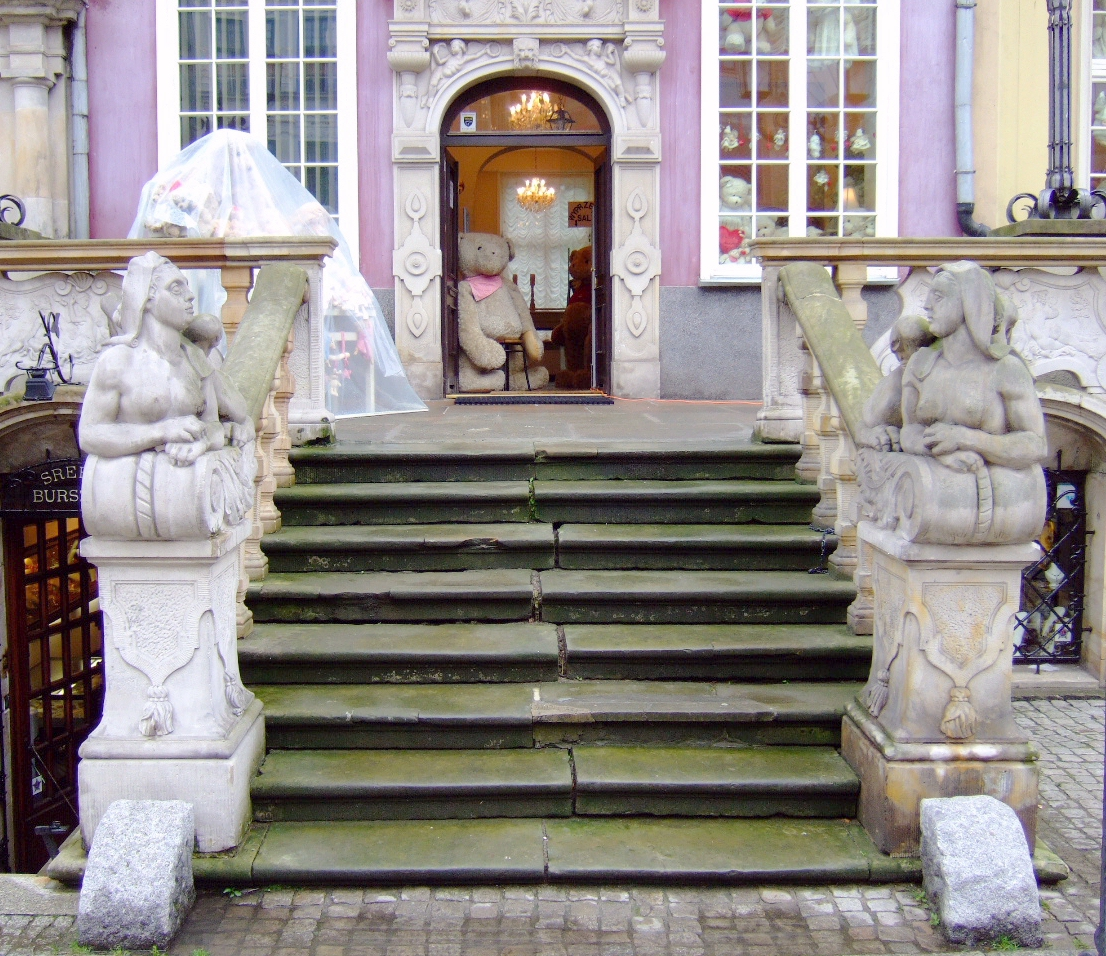
Beischlag an der südlichen Straßenfront des Langen Marktes in Danzig
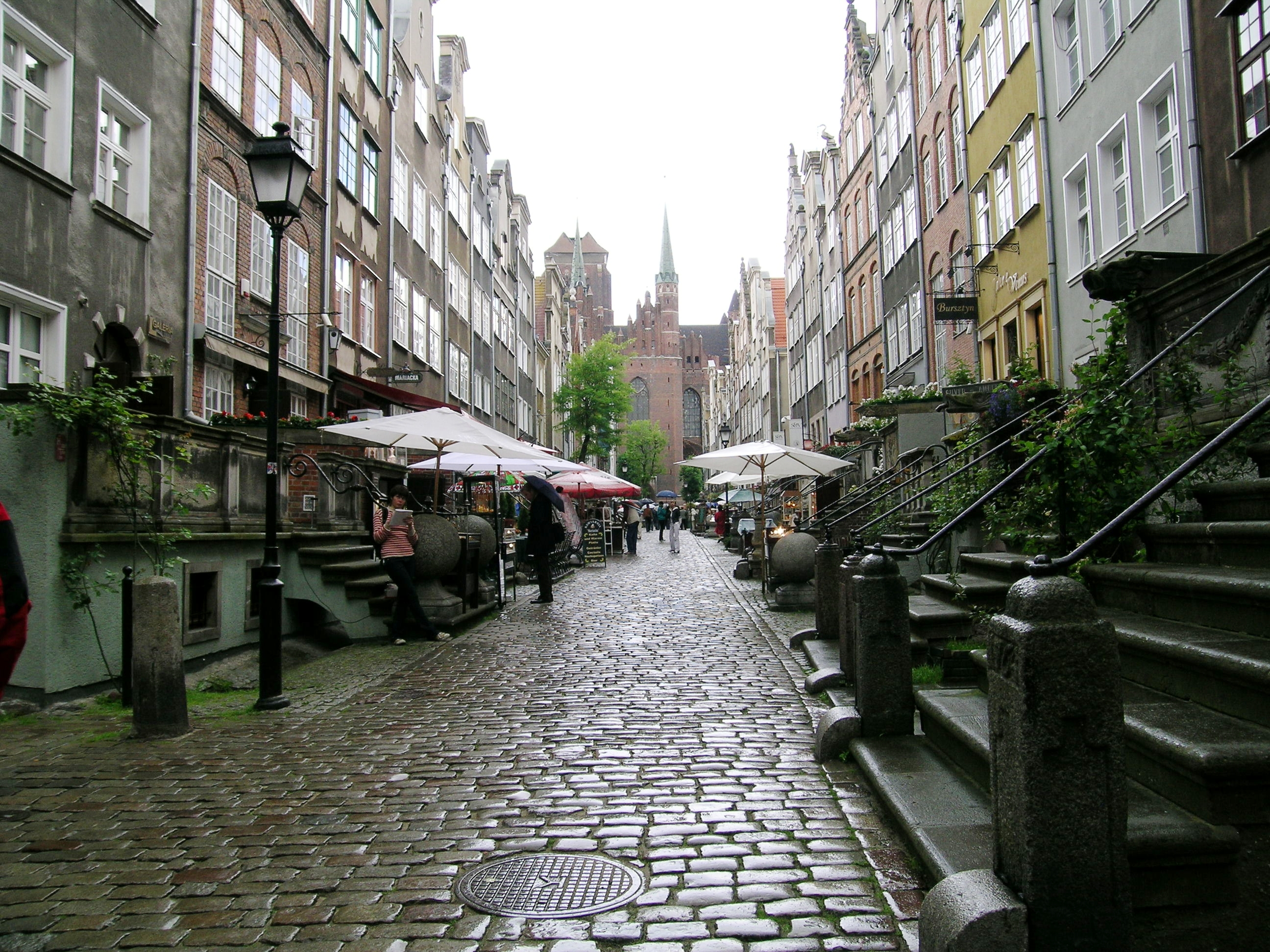
Beischläge in der Frauengasse von Danzig
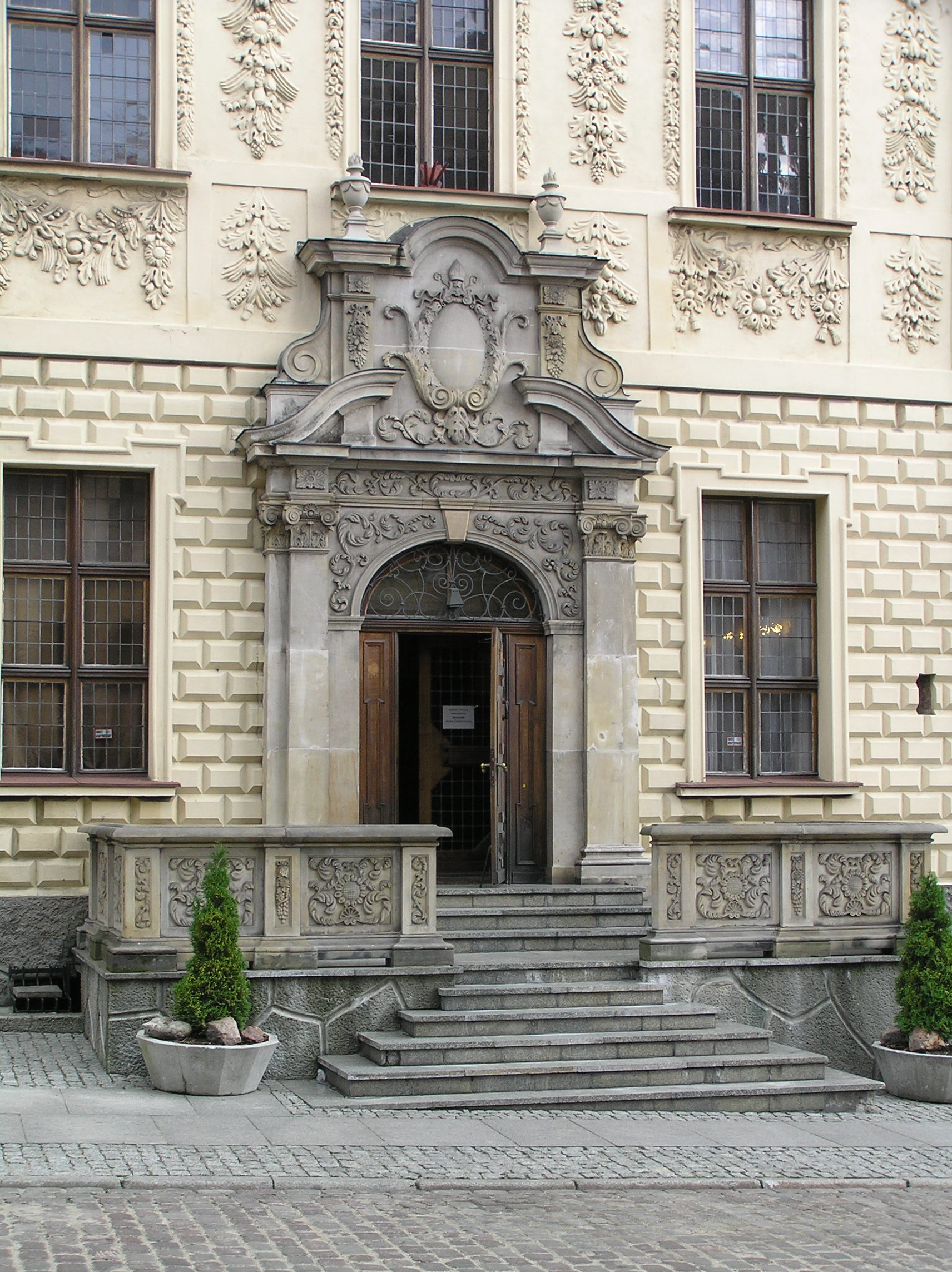
Rekonstruierter Beischlag am Dambski-Palais in Thorn (Toruń)
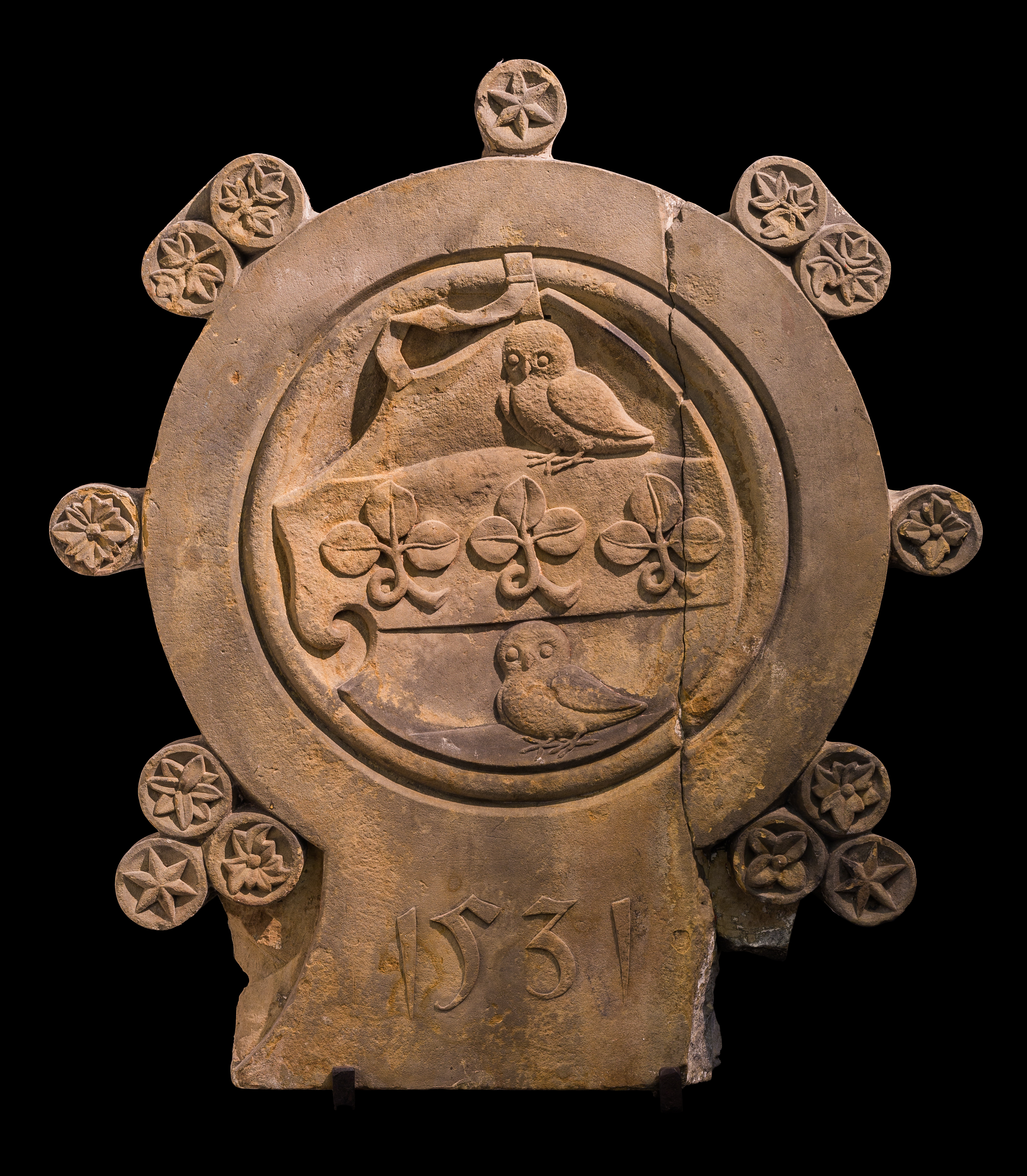
Kopf einer Beischlagwange der Oberdörffer Apotheke, Großer Burstah 45, Hamburg